# Hypomyces
Гіпоміцес (Hypomyces) — рід грибів родини Hypocreaceae. Назва вперше опублікована 1860 року.
Загальновідомий вид цього роду гриб лобстер або гіпоміцес млечніковий (Hypomyces lactifluorum), що росте на плодових тілах інших різновидів. Гриб їстівний, схожий на морепродукти, є популярним у Північній Америці, а також в Японії і Китаї.

## Галерея

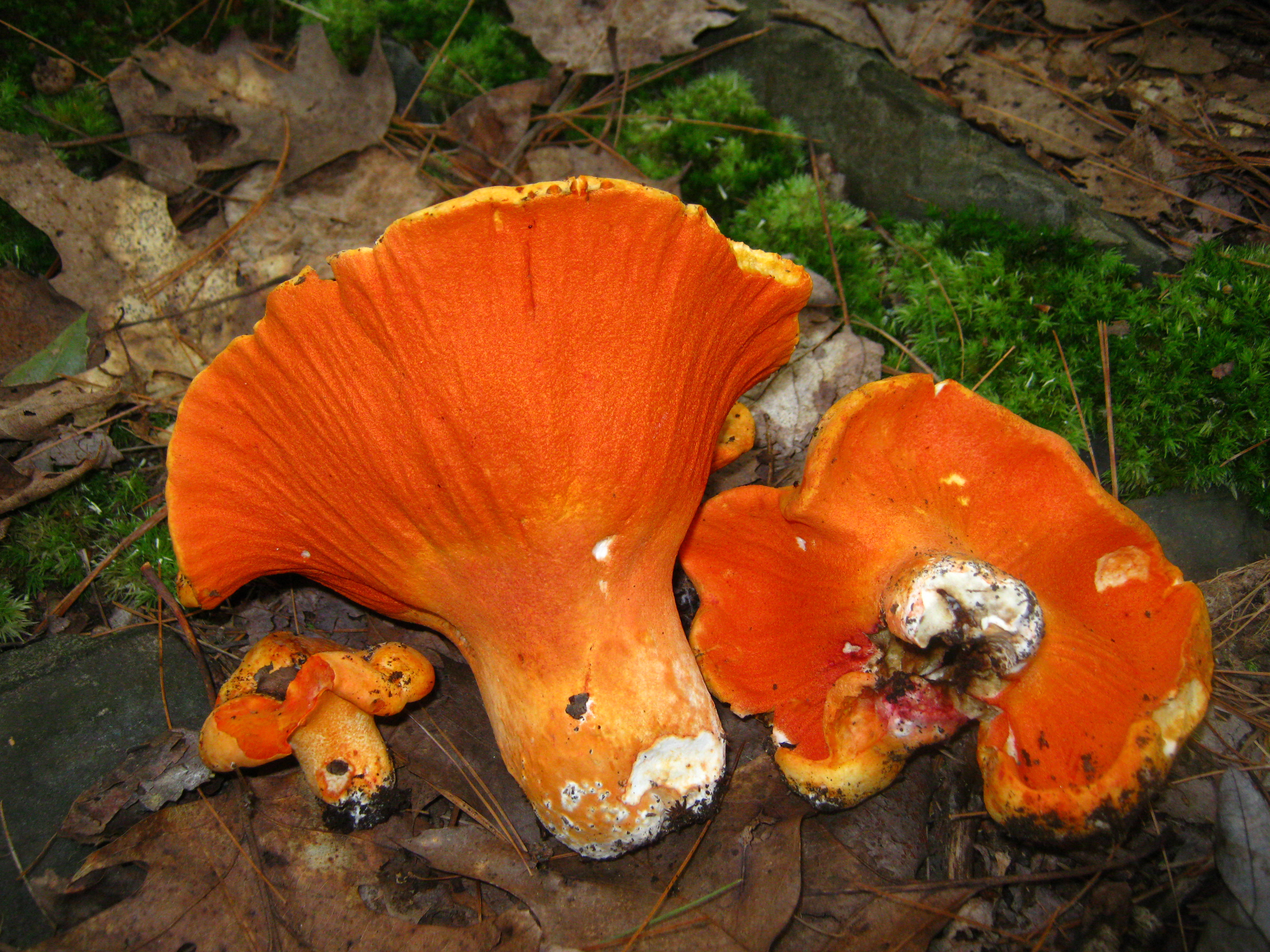
Hypomyces lactifluorum
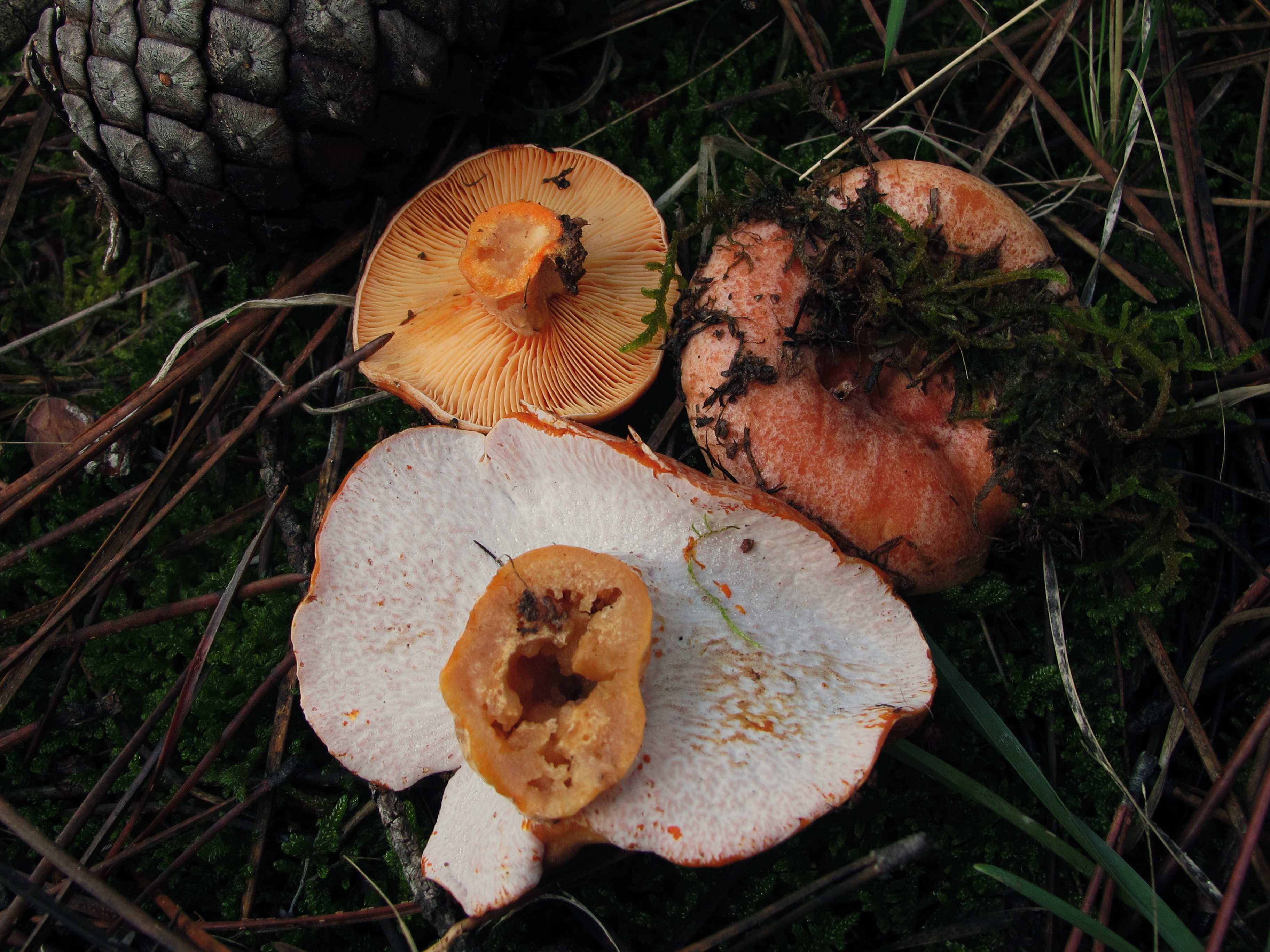
Hypomyces lateritius
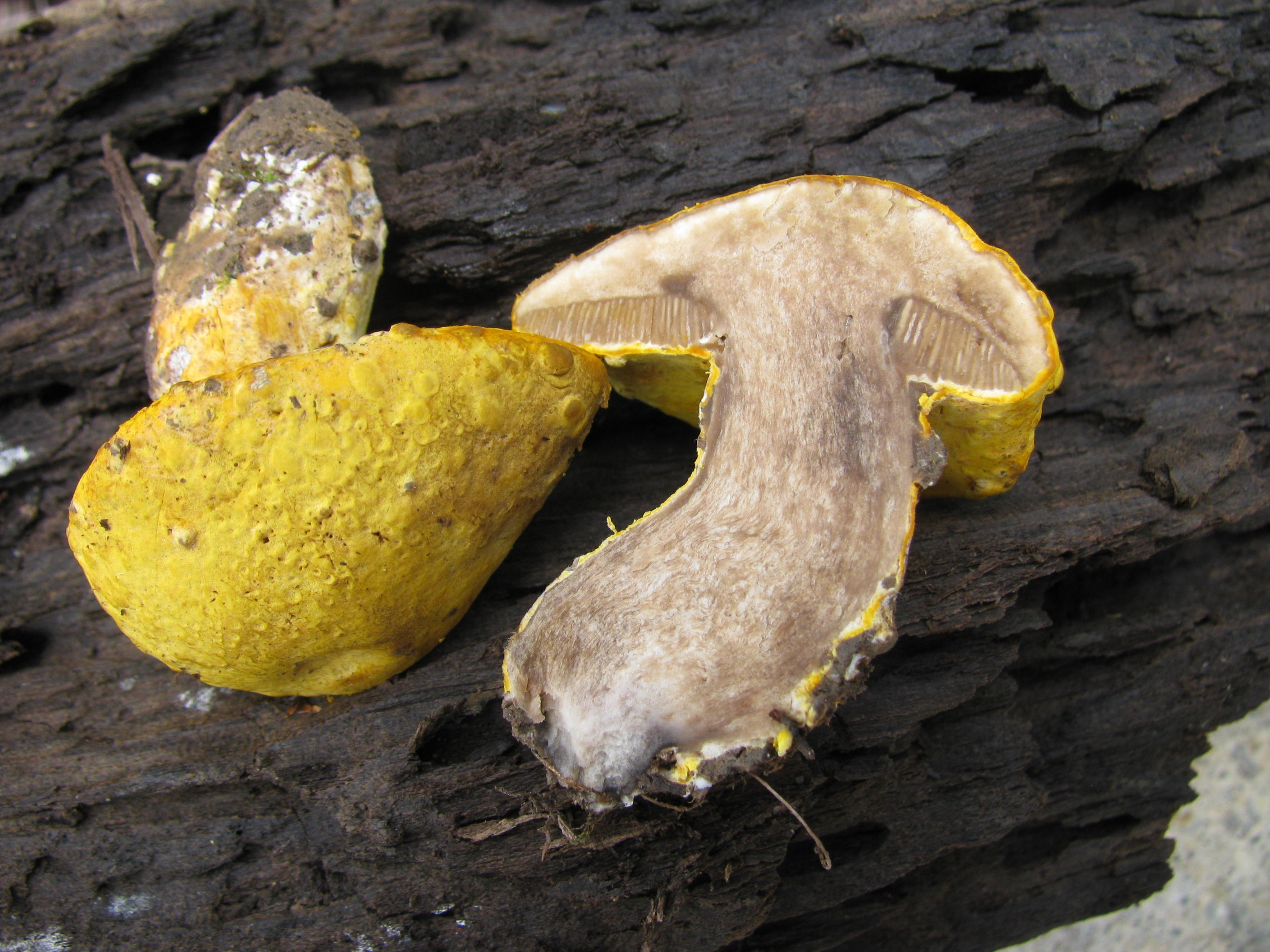
Hypomyces chrysospermus